# Emmanuel Finkiel
Emmanuel Finkiel est un réalisateur et scénariste français né le 30 octobre 1961 à Boulogne-Billancourt. 

## Biographie

### Jeunesse et débuts
Emmanuel Finkiel naît d'un père né en France dont les parents et le frère ont été raflés en 1942 lors de la rafle du Vél-d’hiv puis déportés et tués à Auschwitz,. Sa famille vient de Pologne et un de ses arrière-grands-pères était rabbin.
Après le bac, Emmanuel Finkiel passe le concours d’entrée de l’Idhec sans succès. Il commence sa carrière en tant qu'assistant réalisateur pendant 16 ans notamment pour Diane Kurys sur Cocktail Molotov, Jean-Luc Godard sur Nouvelle Vague, Krzysztof Kieślowski sur la trilogie Bleu, Blanc et Rouge,.

### Carrière
En 1996, Emmanuel Finkiel réalise son premier court métrage Madame Jacques sur la Croisette qui dépeint les retraités juifs de Cannes rescapés de la Shoah. Le film obtient le César du meilleur court-métrage,.
En 1999, son premier long métrage Voyages met en scène trois destins de femmes confrontés au souvenir des survivants de la Shoah. Le film présenté à la Quinzaine des réalisateurs du Festival de Cannes 1999, est récompensé par le prix Louis-Delluc et le César du meilleur premier film.
Après plusieurs courts métrages, le réalisateur présente son deuxième long métrage dix ans après le premier, Nulle part, terre promise sur la traversée de l'Europe par plusieurs personnages. Le film obtient le Prix Jean-Vigo.
En 2012, Emmanuel Finkiel réalise le documentaire Je suis sur la rééducation de trois victimes d'accidents vasculaires cérébraux.
En 2016, son troisième long métrage Je ne suis pas un salaud est un drame social interprété par Nicolas Duvauchelle et Mélanie Thierry.
En 2017, le réalisateur adapte le récit autobiographique La Douleur de Marguerite Duras dans le film La Douleur. Finkiel confie le rôle de l'écrivain à Mélanie Thierry qui en juin 1944 tente de secourir son mari Robert Antelme, déporté, avec l'aide d'un agent de la Gestapo joué par Benoît Magimel. Le film est récompensé au Festival international du film d'histoire de Pessac, au Festival du film de Cabourg 2018 et obtient 9 nominations au César 2019,.
En 2025, Emmanuel Finkiel adapte le roman de Aharon Appelfeld, La Chambre de Mariana, formant ainsi une trilogie sur la Shoah avec Voyages et La Douleur. Le réalisateur retrouve pour le troisième fois Mélanie Thierry à qui il confie le rôle d'une prostituée ukrainienne en juin 1943 qui cache dans le placard de sa chambre un enfant juif. Le roman, inspiré de la vie de Aharon Appelfeld résonne dans le drame qu'a vécu le père du réalisateur en étant le seul rescapé de la rafle du Vél-d’hiv.

## Filmographie

### Réalisateur

#### Cinéma
- 1996 : Madame Jacques sur la Croisette (court métrage)
- 1999 : Voyages — également scénariste
- 2000 : Samedi (court métrage) — également scénariste
- 2000 : Dimanche (court métrage) — également scénariste
- 2000 : Lundi (court métrage)
- 2002 : Casting (documentaire)
- 2006 : Les Européens
- 2009 : Nulle part, terre promise — également scénariste
- 2012 : Je suis
- 2016 : Je ne suis pas un salaud — également scénariste
- 2017 : La Douleur — également scénariste
- 2025 : La Chambre de Mariana — également scénariste

#### Télévision
- 1997 : Regards d'enfance (série télévisée), épisode Mélanie
- 2006 : En marge des jours (téléfilm)
- 2022 : En thérapie (série télévisée), saison 2, épisodes Claire

### Acteur
- 2003 : Motus de Laurence Ferreira Barbosa
- 2004 : Le Pont des Arts
- 2004 : De battre mon cœur s'est arrêté

### Autres
- 1990 : Nouvelle Vague — assistant réalisation + directeur de production
- 1991 : La Valse des pigeons - assistant réalisation
- 1993 : Trois Couleurs : Bleu (Trzy kolory: Niebieski) — assistant réalisation
- 1993 : Trois Couleurs : Blanc (Trzy kolory: Bialy) — assistant réalisation
- 1994 : Trois Couleurs : Rouge (Trzy kolory: Czerwony) — assistant réalisation
- 1994 : L'Appât — assistant réalisation
- 1996 : Sur un air de mambo (téléfilm) — assistant réalisation

## Distinctions

### Récompenses
- 1997 : César du meilleur court-métrage pour Mme Jacques sur la croisette
- 1999 : Prix de la jeunesse à Cannes et prix des auditeurs du Masque et la plume du meilleur film français pour Voyages
- 1999 : Prix Louis Delluc pour Voyages
- 2000 : César de la meilleure première œuvre de fiction pour Voyages
- 2001 : Prix Mémoire de la Shoah[17]
- 2008 : Prix Jean-Vigo pour Nulle part, terre promise[18]
- 2013 : Prix Arte International - Cinéfondation pour le scénario du film Je ne suis pas un salaud
- 2015 : Festival du film francophone d'Angoulême : Valois de la mise en scène pour Je ne suis pas un salaud

### Nominations
- César 2019 : César du meilleur réalisateur et César de la meilleure adaptation pour La Douleur

### Prix
- Prix Mémoire de la Shoah en 2001